# Partit verd
|  | Per a altres significats, vegeu «Partit Verd (desambiguació)». |

Els partits anomenats verds o ecologistes són aquells inspirats en el moviment ecologista, que intenta, per mitjà del poder polític, l'aplicació de mesures adreçades a reduir la contaminació, preservar la natura, promoure el reciclatge, i l'ús d'energies renovables.
Els anomenats partits verds tenen presència en més de cent països del món. Començaren a Europa, i han arrelat als Estats Units amb el Green Party of the United States, i amb molts de partits estatals, i al Canadà, amb el Green Party of Ontario, i el Green Party of British Columbia. El partit ecologista més antic dels Països Catalans és Alternativa Verda (Moviment Ecologista de Catalunya), actualment anomenat Els Verds - Alternativa Verda.

### Els governs belga, alemany i irlandès de principis de la dècada de 2020
Groen va entrar en un govern de coalició després de les eleccions legislatives belgues de 2019, a les eleccions federals alemanyes de 2021 l'Aliança 90/Els Verds va aconseguir el seu millor resultat de la història amb un 14,8% i van formar govern amb l'SPD, i després de les eleccions al Dáil Éireann de 2020 el Partit Verd d'Irlanda va entrar en un govern de coalició amb el Fine Gael i el Fianna Fáil, però a les eleccions legislatives belgues de 2024 les dretes i els liberals van triomfar a les eleccions desplaçant a socialistes i ecologistes, en 25 de setembre de 2024 Ricarda Lang i Omid Nouripour van dimitir com a líders de l'Aliança 90/Els Verds per la caiguda de suport a les eleccions al Parlament Europeu de 2024 i les eleccions estatals de Brandenburg i Turíngia, on va sortir del govern, i la gairebé desaparició a Saxònia, degut a l'ascens de l'Alternativa per Alemanya i l'incipient Aliança Sahra Wagenknecht, i a les eleccions al Dáil Éireann de 2024, en què els seus socis de govern Fianna Fáil i Fine Gael van quedar a dos escons de la majoria absoluta, el Partit Verd va perdre tots els seus escons menys un.
La caiguda de suport correspon a la tendència a tot Europa, on les polítiques ecològiques dels partits verds en governs de principis de la dècada del 2020 com el d'Irlanda, Alemanya o Bèlgica afecten de manera desproporcionada els menys benestants amb mesures que encareixen la vida ignorant la tensió financera que pateixen moltes llars.

## Partits verds als Països Catalans

### Actius
- Anoia Ecologista, amb seu a Piera i fundat el 2004.
- Ecologistas Los Verdes Independientes de las Baleares, amb seu a Manacor i fundat el 2007.
- Eivissa Sostenible, amb seu a Sant Josep de sa Talaia i fundat el 2010.
- Els Verds - Alternativa Verda, amb seu a Sant Feliu de Guíxols i fundat el 1999.
- Els Verds - Esquerra Ecologista de Catalunya, amb seu a l'Hospitalet de Llobregat i fundat el 2002.
- Els Verds - Esquerra Ecologista del País Valencià, amb seu a València i fundat el 2004.
- Els Verds - L'Alternativa Ecologista, amb seu a Mataró i fundat el 1989.
- Els Verds - Opció Verda, amb seu a l'Hospitalet de Llobregat, fundat el 1998 i confederat amb Los Verdes.
- Els Verds de Formentera, amb seu a Formentera, fundat el 1997.
- Els Verds de Menorca, amb seu a Maó, fundat el 2001 i confederat amb Los Verdes.
- Els Verds del País Valencià, amb seu a València, fundat el 2006 i confederat amb Los Verdes.
- Els Verds del Vallès Oriental, amb seu a Granollers i fundat el 2003.
- Entesa Nacionalista i Ecologista d'Eivissa, amb seu a Eivissa i fundat el 1989.
- Grupo Verde Europeo, amb seu a Eivissa i fundat el 1999.
- Independents Units per Salou Verd, amb seu a Salou i fundat el 2007.
- Iniciativa del Poble Valencià, amb seu a València.
- Iniciativa per Catalunya Verds, amb seu a Barcelona.
- IniciativaVerds, amb seu a Palma i fundat l'any 2010 com a resultat de la unió d'Els Verds de Mallorca i Iniciativa d'Esquerres.
- Joves d'Esquerra Verda, amb seu a Barcelona i fundat l'any 1999.
- Los Verdes, amb seu a València i fundat l'any 1984.
- Los Verdes Ecopacifistas, amb seu a València i fundat l'any 1988. L'any 2010 els Verds - Greens - Verdes del Mediterráneo s'uniren a aquest partit.
- Unitat dels Nacionalistes Valencians - Verds, amb seu a Gandia i fundat el 2009.
- Verds d'Andorra, amb seu a Andorra la Vella i fundat el 2003.
- Verds per Més, amb seu a Tarragona i fundat el 2007.

### Històrics o inactius
- Alternativa Ecologista Independentista i Unitària, fundat el 1991.[7]
- Alternativa Verda (Moviment Ecologista de Catalunya), actiu entre 1983 i 1993.
- Catalunya Ecologista, fundat el 1995.[7]
- Catalunya Verda, fundat el 1995.[7]
- Crida per la Terra, fundat el 2010.[7]
- Els Ecoverds, fundat el 2006.
- Els Grups Verds del País Valencià, fundat el 1995.
- Els Verds (Confederació Ecologista de Catalunya), actiu entre 1993 i 1998.
- Els Verds - Ecologistes de Catalunya, fundat el 2000.
- Els Verds d'Eivissa, fundat el 1997.
- Els Verds de Catalunya, fundat el 1997.
- Els Verds de les Illes Balears, actiu entre 1991 i 1998.
- Els Verds de Mallorca, actiu entre 1998 i 2010 i confederat amb Los Verdes.
- Els Verds Ecopacifistes de Catalunya, marca electoral de la candidatura encapçalada per Josep Lluís Freijo a les eleccions locals de 2003.
- Els Verds - Federació Progressista, marca electoral de la candidatura encapçalada per Josep Lluís Freijo a les eleccions locals de 2003.
- Els Verds i Més, partit que sota el lideratge de Roser Veciana es presentà a les eleccions locals de 2003.
- Els Verds, federació de Los Verdes a Catalunya, actiu entre 1987 i 1993.
- Esquerra d'Abrera - Unida i Verda, fundat el 2006.
- Esquerra Republicana Catalana-Verds, fundat el 1999.
- Esquerra Verda, fundat el 1999.[7]
- Esquerra Verda de Gavà, fundat el 1991.
- Esquerra Verda - Iniciativa pel País Valencià, actiu entre 2001 i 2004.
- Iniciativa Ecologista, fundat el 1999.
- Iniciativa-Els Verds, fundat el 1998.
- Iniciativa Verda, fundat el 1999.
- La Ecología - Verdes, fundat el 2011.[7]
- Los Verdes del País Alicantino, fundat el 1990.[7]
- Los Verdes Partido Ecologista Revolucionario, fundat el 1991.[7]
- Moviment d'Esquerra Nacionalista - Ecologistes de Catalunya, actiu entre 1985 i 1998.
- Movimento Verde, fundat el 1988.
- País Verd, fundat el 1995.[7]
- Partido Gaia, fundat el 2008.
- Partit Ecologista de Catalunya, actiu entre 1984 i 1995.
- Terra Verda, fundat el 1995.[7]
- Trabajadores y Trabajadoras Ecologistas, fundat el 1999.[7]
- Verds - Greens - Verdes del Mediterráneo, actiu entre 2008 i 2010.
- Verdes Progresistas, fundat el 1999.[7]
- Verdes Sólo Verdes, fundat el 2010.[7]